# Karl August Lehmann (Jurist)
Karl August Ludwig Friedrich Lehmann (* 1833; † 1909) war ein deutscher Richter und Parlamentarier.

## Leben
Karl August Lehmann studierte Rechtswissenschaften an der Ruprecht-Karls-Universität Heidelberg. 1854 wurde er Mitglied des Corps Vandalia Heidelberg. Nach dem Studium und der Promotion zum Dr. jur. schlug er die Richterlaufbahn ein und wurde Appellationsrat. 1876 wurde er für Hamburg an das Oberappellationsgericht der vier Freien Städte in Lübeck berufen. Seine letzte Stellung war 2. Präsident des Hanseatischen Oberlandesgerichts in Hamburg.
Von 1875 bis 1876 gehörte Lehmann dem Oldenburgischen Landtag an.